# Bécassin à long bec
Limnodromus scolopaceus
Espèce
Statut de conservation UICN

 LC  : Préoccupation mineure
Le Bécassin à long bec (Limnodromus scolopaceus) ou Limnodrome à long bec, est une espèce d'oiseau appartenant à la famille des Scolopacidae.

## Habitat et répartition

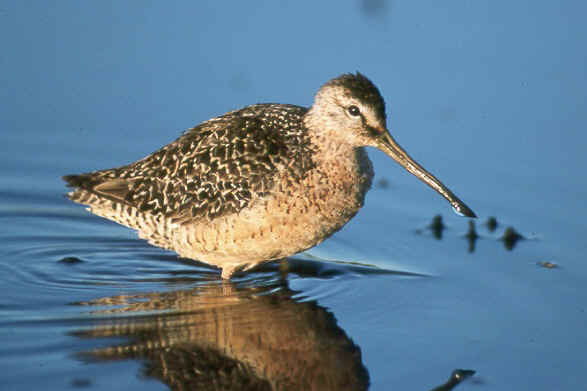
plumage d'hiver (Californie)

Cet oiseau vit dans les régions arctiques de Sibérie orientale et du nord-ouest de l'Amérique du Nord ; il hiverne dans le sud du continent.

## Mensurations
Il mesure 24 – 30 cm pour un poids de 88 - 144 g et une envergure de 46 – 52 cm.

## Alimentation
Il se nourrit essentiellement de larves diptera, de scarabées, de petits gastéropodes, crustacés, de graines, de mousse et de fibres végétales.